# Nippononethes unidentatus
Nippononethes unidentatus là một loài chân đều trong họ Trichoniscidae. Loài này được Vandel miêu tả khoa học năm 1970.